# Международный аэропорт имени Ахмада Яни
Международный аэропорт Семаранг имени Ахмада Яни (ИАТА: SRG, ИКАО: WAHS) находится в городе Семаранг, на индонезийском острове Ява и расположен на высоте 4 метра над уровнем моря. Это главный аэропорт провинции Центральная Ява, связывающий ее столицу с большинством крупных городов страны.  
Аэропорт назван в честь генерала Ахмада Яни — индонезийского национального героя и военного деятеля, убитого во время попытки государственного переворота в 1965 году.

## История
Раньше это был военный аэродром, принадлежащий вооруженным силам Индонезии. С 1966 года в аэропорт был объявлен открытым для внутренних коммерческих авиаперевозок и преобразован под совместное использование. С 1995 года аэропорт используется только в гражданских целях, а с 2004 году ему присвоен статус международного. 

## Сегодняшний день
Международный аэропорт Ахмад Яни имеет один терминал к югу от взлетно-посадочной полосы. Терминал имеет общую площадь 2,657 кв.м. и вместимость 180 пассажиров. Услуги включают: сувенирные магазины, предприятия общественного питания, банк, обмен валюты, отель, туристические услуги, такси и прокат автомобилей. 
В настоящее время аэропорт имеет один пассажирский терминал, рассчитанный на обслуживание 180 человек в час.
В ближайшее время будет открыт второй терминал, что позволит увеличить его пропускную способность.  
Размеры взлетно-посадочной полосы: длина 2680 метров, ширина 45 метров.  
Аэропорт управляется "PT Angkasa Pura I" государственным предприятием индонезийского Министерства транспорта, которое управляет аэропортами в восточной части страны. 
Среди сотрудничающих с аэропортом авиакомпаний значатся такие перевозчики, как AirAsia, Garuda Indonesia, Merpati Nusantara Airlines и другие.  
Вылеты осуществляются в большое количество городов, среди которых Куала-Лумпур, Джакарта, Сингапур, Денпасар и Сурабая.  

## Галерея

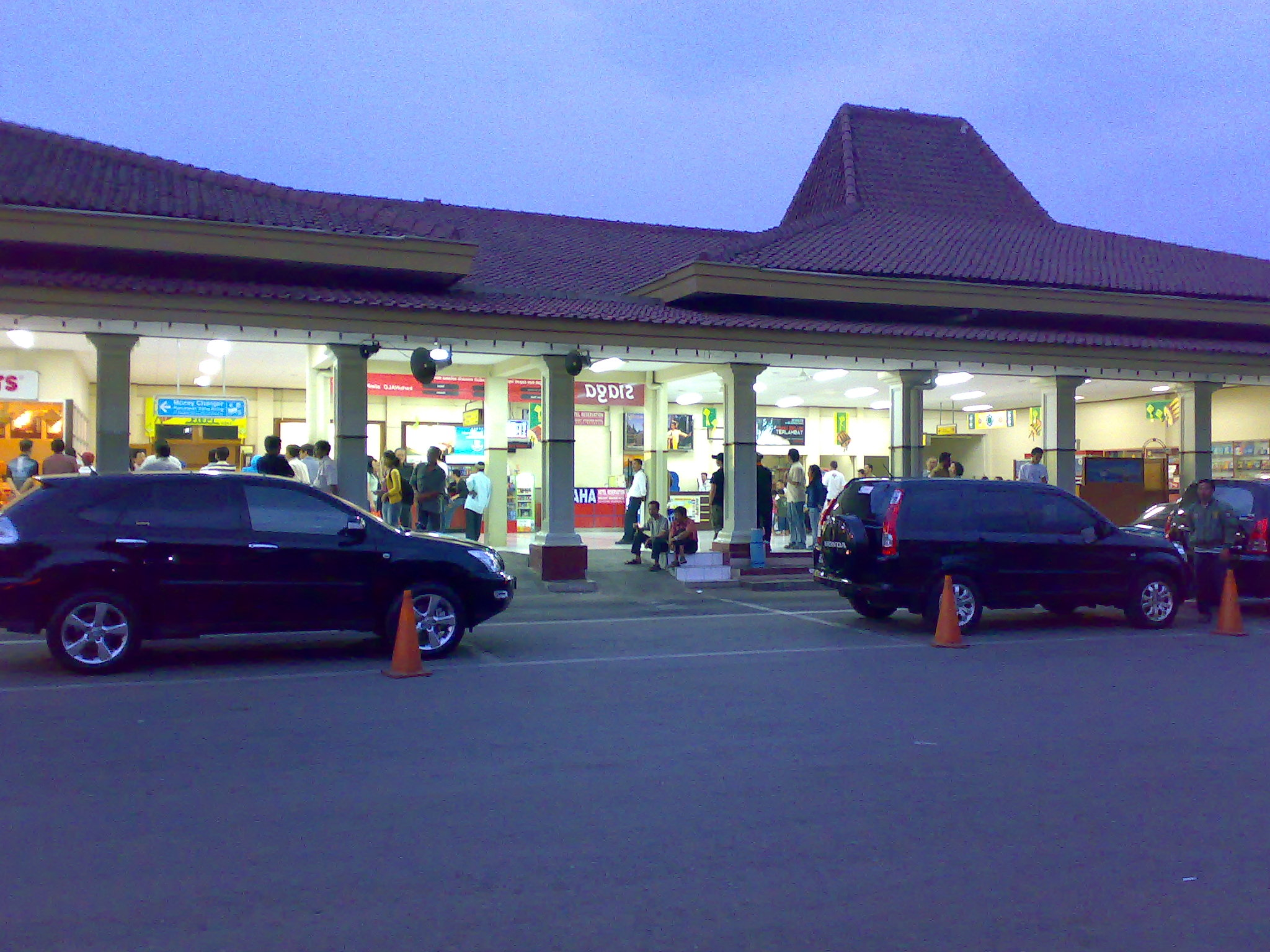
Аэропорт ночью
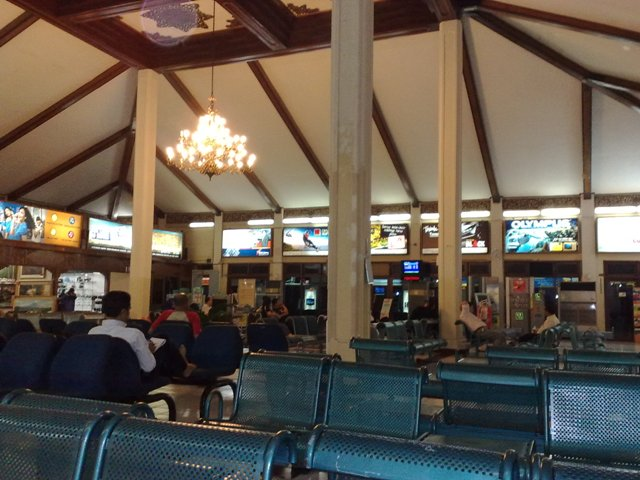
Главный Зал
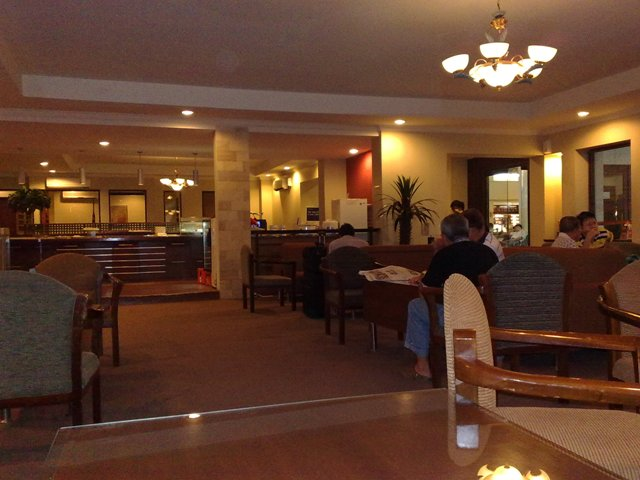
Гостиная

## Внешние ссылки
- ACHMAD YANI AIRPORT SPECIFICATION (англ.)
- Сайт Аэропорта Ахмад Яни